# Collegium Aureum
Collegium Aureum war der Name eines 1962 gegründeten und bis zu seiner Auflösung in Köln ansässigen Kammerorchesters.
Das Collegium Aureum entstand auf Initiative der Freiburger Produktionsfirma Deutsche Harmonia Mundi als freie Vereinigung hochqualifizierter und bekannter Instrumentalsolisten, die sich das Ziel gesetzt hatten, Musikwerke des 17., 18. und (ab 1976) auch des beginnenden 19. Jahrhunderts zur Erzielung eines sogenannten „gerechten Klangbildes“ für die Schallplatte zu produzieren. Die Mitglieder des Ensembles wollten ihren eigenen Beitrag zur Wiederbelebung der Historischen Aufführungspraxis leisten und ausprobieren, wie die Musikwerke sowohl der Alten Musik als auch der Klassik und frühen Romantik klingen, wenn sie auf alten Instrumenten, mit alter Spieltechnik und stets in stilgerechten Räumen aufgeführt werden. Im Fuggerschloss zu Kirchheim in Schwaben fanden die Musiker eine akustisch geeignet erscheinende Wirkungsstätte zum Proben und Produzieren. Im Zeichen des Goldenen Schnitts des aus der Renaissance stammenden Zedernsaals im Schloss Kirchheim fanden sich die musizierenden „Kollegen“ zusammen zum goldenen Kollegium, dem Collegium Aureum, wie sie sich fortan nannten.
Im Jahre 1962 erschienen die ersten Aufnahmen auf dem Schallplattenmarkt. Öffentliche Konzertveranstaltungen folgten, bald auch Produktionen bei Funk und Fernsehen. In den folgenden Jahren verschaffte sich das von Konzertmeister Franzjosef Maier als primus inter pares angeführte Collegium Aureum einen weltweiten Ruf. Konzertreisen führten nach England, Frankreich, Japan, Lateinamerika, Nordafrika, die Niederlande, die damalige UdSSR und die Staaten des Mittleren Ostens.
Bekannte Ensemble-Angehörige waren unter anderem Wolfgang Neininger (Gründungsmitglied), Franzjosef Maier, Reinhard Goebel und Ulrich Beetz (Violine)  Franz Beyer (Viola), Gustav Leonhardt (Cembalo), Konrad Hünteler und Hans-Martin Linde (Flöte) und Wolfgang Preissler (Pauken) sowie Rudolf Ewerhart. In den 1970er Jahren arbeiteten die bekannten Pianisten Paul Badura-Skoda und Jörg Demus mit dem Orchester zusammen.
Die in über drei Jahrzehnten entstandene umfangreiche Diskografie belegt den künstlerischen Rang dieses Ensembles. In den 1990er Jahren löste sich das Ensemble allmählich auf.